# 伊地知重順
伊地知 重順（いぢち しげかず）は、安土桃山時代から江戸時代前期にかけての武将。薩摩国島津氏の家臣。大隅国の国人・伊地知氏の11代当主。
天正9年（1581年）、肥後国水俣城攻めの際に、庶流の伊地知重賢（伊地知氏3代季豊の四男・持季の玄孫）の後見の下で脇大将を仰せ付かった。天正12年（1584年）の肥後堅志田城攻めでは150余人を率いて城へ先登し功を上げ、天正14年（1586年）にも島津家久に属して豊後国利光城（鶴賀城とも）へ先登を果たし、そのすぐ後の戸次川の戦いでも軍功を為した。
天正15年（1587年）6月、豊臣秀吉に降伏し上洛する島津義久の供をし、文禄の役においても旗奉行ならび御船奉行に任じられ朝鮮へ渡海した。しかし、文禄3年（1594年）に勘気を被り（詳細不明）、所領4,441石のうち大隅国の3,700余を召し上げられると、重順は牢人となった。
慶長6年（1601年）、重順はこのとき高野山に在ったが、上洛した島津忠恒に召されて新恩地500石にて島津家臣に復帰、物頭および日向国高岡（現・宮崎県宮崎市高岡町）の地頭相談役に任じられた。慶長13年（1608年）には日向国倉岡（現・宮崎県宮崎市糸原）の地頭に任じられる。
寛永19年（1642年）、倉岡にて死去した。享年73。曾孫の重直より、伊地知氏の祖である秩父氏に姓を改めている。